# Semflex

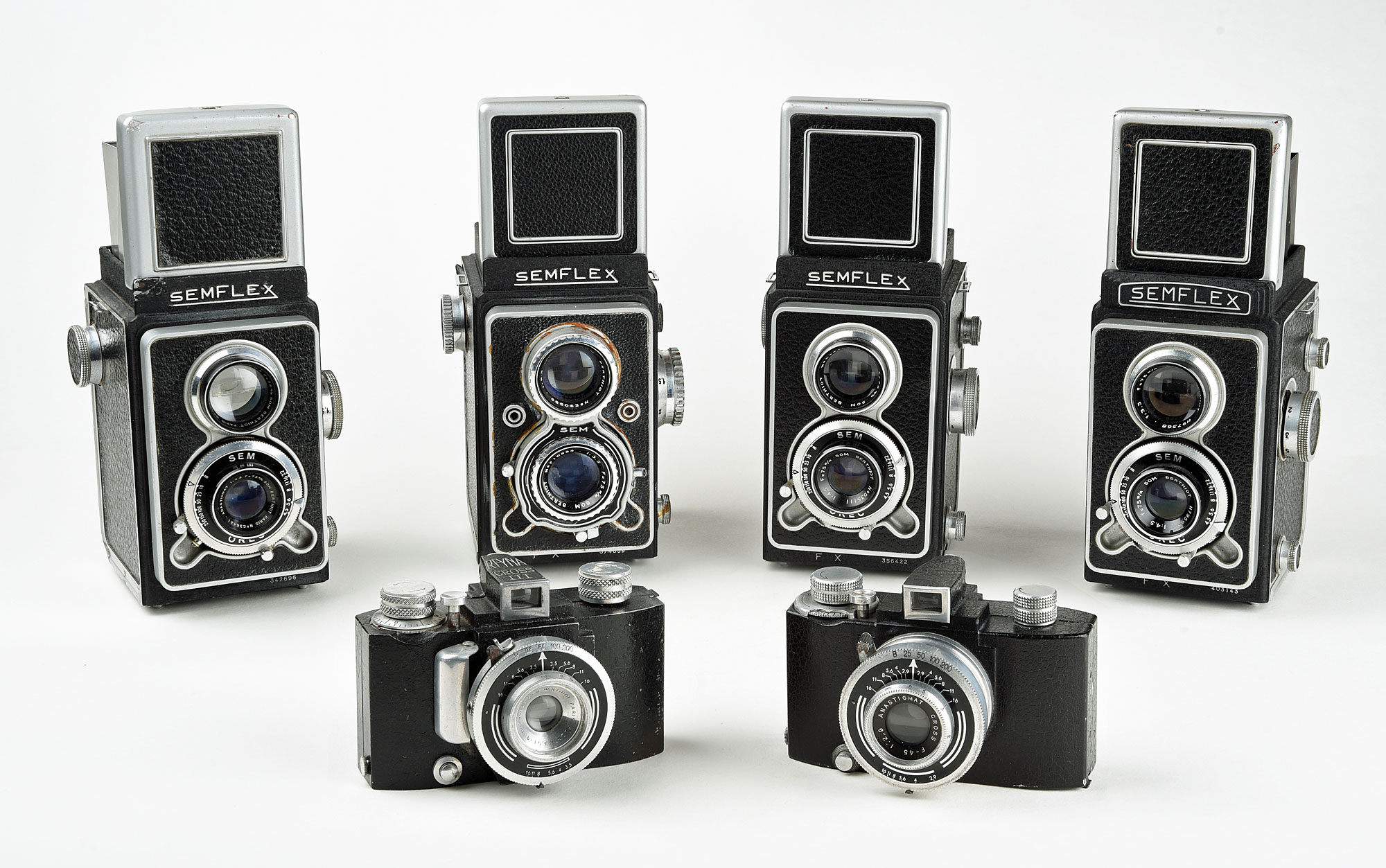
Semflex T950, Semflex standard 3.5, deux Semflex standard 4.5, Reyna Cross III et Sem Kim

Semflex est la marque commerciale utilisée par la SEM pour désigner ses appareils photographiques reflex à deux objectifs.

## Contexte
À la fin de la Seconde Guerre mondiale, le marché photographique est entièrement bouleversé. Les usines allemandes qui n'ont pas été endommagées lors des hostilités ont été dépouillées de leurs machines par les vainqueurs (sauf Leica, préservée des bombardements par la présence d'un centre d’interrogatoire pour les aviateurs alliés à proximité et du pillage de l'outillage car les vainqueurs occidentaux préfèrent garder l'outil de production intact). En France, des barrières douanières filtrent encore les rares importations. Les industriels français profitent de cette conjoncture favorable pour occuper les créneaux disponibles. La maison O.P.L. Foca occupant déjà le territoire de Leica en 24 × 36, Paul Royet et sa SEM misent sur le marché du 6 × 6 à deux objectifs « débarrassé » des Rolleiflex et Ikoflex allemands.

## Histoire
L'essentiel du développement de l'appareil est assuré par Claude Forge, jeune ingénieur ayant déjà à son actif l'obturateur Orec qui sera l'obturateur de la plupart des appareils SEM. La première version présentée au salon de la photographie en 1948, très ambitieuse, ne sera pas fabriquée en série car Paul Royet est pressé de prendre pied sur le marché du 6 × 6 quitte à le faire avec un appareil simple (réglages de vitesse et d'ouverture autour de l'objectif, armement non couplé à l’avancement de la pellicule, qui se fait manuellement en surveillant les numéros dans la fenêtre rouge au dos) plutôt que d'arriver trop tard avec un appareil plus perfectionné. Claude Forge a raconté avoir dû monter le premier prototype pendant le voyage en train vers Paris avant le salon.
Les Semflex I et II seront livrés à partir de juillet 1948, le I avec un objectif à trois lentilles ouvert à 1/4,5 et un obturateur Orec montant au 1/300 s, le II avec un objectif à quatre lentilles ouvrant à 1/3,5 sur un Orec au 1/400 s.

## Gamme
Entre les évolutions techniques et esthétiques, il existe une myriade de modèles. Si le McKeown's price guide to antiques cameras 12th edition ne présente que 7 variantes, l'analyse de la production par Patrice-Hervé Pont publiée dans le livre SEM et les Semflex sorti en 1995 a permis d'en identifier 56. P.-H. Pont s'est principalement basé sur l'analyse des réponses à un questionnaire publié dans la revue Cyclope. Plus de deux cents collectionneurs ont envoyé les caractéristiques de huit cent cinquante appareils. Les points d'identification relevés ont été :

### Avancement du film
Les modèles appelés « Standard » sont à avancement manuel par molette : l’avancement de la pellicule est indépendant de l’armement de l’obturateur et se fait en lisant les numéros sur le papier de la pellicule à travers une fenêtre rouge. Les Semflex dits « Oto » sont à avancement par manivelle, incrémenté et couplé à l’armement. Ils disposent d’un compteur de vues et d’une sécurité contre les surimpressions. Les modèles dits « Semi-Oto » ont le même mécanisme à manivelle mais sans couplage à l’armement.

### Objectifs
Plusieurs opticiens ont fourni les objectifs de visée et de prise de vue. On trouve majoritairement des SOM Berthiot mais aussi des Angénieux et des Tourret-Narat. Plusieurs ouvertures maximum étaient disponibles tant à la visée qu'à la prise de vue. Il y a également plusieurs positions pour le déclencheur. Les appareils courants utilisent des focales de 75 mm.

### Obturateurs
Jusqu'en 1966, seuls seront montés les obturateurs « maison » Orec avec plusieurs vitesses maximum selon la date de sortie et la « gamme » de l'appareil. Initialement, la vitesse maximale était de 1/300 s avant de monter au 1/400 s et de redescendre au 1/250 s pour le Semflex T950 « bas de gamme ». À partir de 1950, il y aura la possibilité de commander un appareil muni d'un obturateur allemand « Synchro Compur » donnant le 1/500 s. Certains modèles simplifiés (Semflash et Joie de vivre) n'auront que des obturateurs à une seule vitesse (1/50 s).

### Synchronisation flash.
Initialement non synchronisés, les Semflex auront plusieurs emplacements pour les prises de synchronisation :
- Une prise coaxiale de 3,8 mm sur l'obturateur, accessible grâce à un renfoncement de la platine. D'abord uniquement pour flash magnésique, un inverseur permettra plus tard le choix entre F et X (magnésique et électronique).
- Une prise coaxiale de 3 mm sur la platine porte objectifs (avec sélecteur F/X).
- Une prise SEM constituée de deux prises femelles de 3 mm à 13 mm d'écart dans lesquelles un flash spécial SEM venait s'enficher et qui assurait la fixation mécanique du flash et le contact électrique (avec sélecteur F/X).
- Les premiers Sem Studio avaient une fiche spéciale à trois pôles et les derniers Sem avec obturateurs Compur une prise coaxiale de 3 mm en plus de la prise SEM[8].

### Dépolis
La majorité des dépolis sont plats à l'exception des premières versions "haut de gamme". On trouve huit versions de dépolis : une sans aide à la visée, deux avec des repères gravés et cinq avec des repères sérigraphiés.

### Fenêtres rouges pour avancement du film
Les Standard ont eu trois formes de fenêtre rouge, deux simples avec obturation par une plaquette coulissant d'abord verticalement puis latéralement. La troisième forme comprend deux fenêtres : une pour le 6 × 6 et une pour obtenir des diapositives 4 x 4 sur film 120.
Les Oto ont eu deux formes de fenêtres sous l'appareil pour aligner la première vue. Ces fenêtres ont été associées avec les fenêtres de Standard pour les formats autres que le 6 × 6.

### Boutons de mise au point
On trouve deux utilisations du même bouton de 29 mm de diamètre : soit placé directement par dessus le gainage de l'appareil, soit avec interposition d'une échelle graduée de profondeur de champ. Il y a quatre formes de boutons de 34 mm. Une avec mémo film et échelle de profondeur de champ, une avec l'échelle seulement et un gainage à la place du mémo film, une avec une plaquette « Made in France Breveté SGDG » sous le bouton et une sans plaquette. Les boutons sont en aluminium naturel sauf le dernier qui est noir avec un congé usiné qui fait ressortir un motif sur les cannelures.

### Frontons
Il existe trois graphismes pour le marquage du fronton. Le logo SEMFLEX souligné en relief, le même logo dans un cartouche également en relief et un marquage SEM sur une plaque anodisée. Environ mille appareils ont reçu des frontons aux marques de distributeurs (Grenaflex, Richard Reflex, Photo-Hall) et le dernier appareil produit est siglé « Paul Royet ».

### Gainage
On trouve majoritairement des gainages en cuir noir et, en plus petite quantité, des gainages en plastique strié gris.
Le panachage de ces diverses possibilité a permis d'identifier au moins dix-sept versions de Standard et au moins dix-huit versions d'Oto.

## Semflex spéciaux
Semflex s'est singularisé en produisant des reflex à deux objectifs se démarquant du "modèle Rolleiflex".

### Sem Studio
Destiné aux photographes faisant du portrait en studio, le Sem Studio reçoit des objectifs de 150 mm de focale. Bien que proposé en Standard et en Oto, la majorité des appareils vendus ont été des Oto bien plus faciles à utiliser sur un pied en studio ou l'appareil est rarement bien éclairé. Il existe au moins huit versions Oto et cinq versions de Standard.

### Semflash
L'idée était de pousser les photographes amateurs à faire des photos en intérieur avec un appareil muni d'un flash électronique fonctionnant sur le secteur et proposé à la location par les artisans photographes. Il a été le premier appareil muni de ce type de flash. Destiné à être manié par des utilisateurs inexpérimentés, il est toujours muni d'un bouton d'avancement (plus robuste et facile que le système Oto), d'un obturateur à une seule vitesse. Sur les premières versions, la bague de distance pointait sur un abaque donnant une valeur entre un et sept à reporter sur le réglage d'ouverture. Plus tard, l'ouverture sera couplée à la mise au point. Il y a au moins quatre version de Semflash.

### Sem Joie de vivre
Destiné aux photographes amateurs rebutés par la technique mais amoureux du beau matériel, cet appareil aux réglages simplifiés (une seule vitesse ; pictogrammes pour le réglage d'ouverture) ne trouvera pas son public. Il en existe au moins deux versions.

## Numéros de série
La numérotation des Semflex se faisait à la réception des carcasses moulées en provenance du fondeur. Tous les appareils sortant du même moule, le numéro de série ne peut pas être utilisé pour identifier un appareil.